# Canariella ronceroi
Canariella ronceroi is een slakkensoort uit de familie van de Hygromiidae. De wetenschappelijke naam van de soort is voor het eerst geldig gepubliceerd in 2002 door Ponte-Lira.